# Şehsuvar Sultan
Şehsuvar Sultan, född Marija 1682, död 1756, var Valide Sultan i det Osmanska riket under sin son sultan Osman III från 1754 till 1756. 
Hon var född Serbien eller Ryssland och hette Marija innan hon föll offer för slavhandeln.  Hon kom till det kejserliga osmanska haremet som slavkonkubin till sultan Mustafa II år 1698, där hon enligt sed konverterade till islam och fick ett persiskt namn, Şehsuvar . 
När Mustafa avled och efterträddes av sin bror 1703 fördes hon till ett palats för pensionerade konkubiner.  År 1754 besteg hennes son tronen, och hon fick titeln valide sultan och fick rang före alla andra kvinnor vid hovet.  
Hon noteras ha övertalat sin son att inte avrätta storvisiren Hekimoğlu Ali Pasha år 1755.  Liksom andra valideer ägnade hon sig åt byggnadsprojekt och filantropisk verksamhet.